# Chromatomyia obscuripes
Chromatomyia obscuripes är en tvåvingeart som först beskrevs av Friedrich Georg Hendel 1935.  Chromatomyia obscuripes ingår i släktet Chromatomyia, och familjen minerarflugor. Arten har ej påträffats i Sverige.